# Odocoileus hemionus
Odocoileus hemionus sau cerbul catâr este un rumegător din familia cerbilor (Cervidae) care trăiește în vestul Americii de Nord. Are urechile mari tipice, asemănătoare cu cele ale catârului, de la care provine numele speciei sale.

## Taxonomie
Cerbul catâr poate fi împărțit în două grupuri principale: cerbul catâr (sensu stricto) și cerbul cu coadă neagră. Primul grup include toate subspeciile, cu excepția lui O. h. columbianus și O. h. sitkensis, care fac parte din grupul cerbului cu coadă neagră. Cele două grupuri principale au fost tratate ca specii separate, dar ele se hibridizează și practic toate autoritățile recente tratează cerbul catâr și cerbul cu coadă neagră ca fiind conspecifice.
Cerbul catâr se pare că a evoluat din cerbul cu coadă neagră. În ciuda acestui fapt, ADNmt al cerbului cu coadă albă și al cerbului catâr este similar, dar diferă de cel al cerbului cu coadă neagră. Acest lucru poate fi rezultatul introgresiunii, deși hibrizii dintre cerbul catâr și cerbul cu coadă albă sunt rari în sălbăticie (se pare că sunt mai comuni la nivel local în vestul Texasului), iar rata de supraviețuire a hibrizilor este scăzută chiar și în captivitate. Multe afirmații privind observații de hibrizi sălbatici nu sunt legitime, deoarece identificarea pe baza caracteristicilor externe este complicată.

### Subspecii
Unele autorități au recunoscut O. h. crooki ca fiind un sinonim senior al lui O. h. eremicus, dar exemplarul tip al primului este un hibrid între cerbul catâr și cerbul cu coadă albă, astfel că numele O. h. crooki este invalid. În plus, validitatea lui O. h. inyoensis a fost pusă sub semnul întrebării, iar cele două exemplare insulare O. h. cerrosensis și O. h. sheldoni ar putea fi sinonime ale lui O. h. eremicus sau O. h. peninsulae.
Cele 10 subspecii valide, pe baza celei de-a treia ediții a revistei Mammal Species of the World, sunt:
- Grupul cerbilor catâr (sensu stricto):
  - O. h. californicus
  - O. h. cerrosensis
  - O. h. eremicus
  - O. h. fuliginatus
  - O. h. hemionus
  - O. h. inyoensis
  - O. h. peninsulae
  - O. h. sheldoni
- Grupul cerbilor cu coada neagră
  - O. h. columbianus
  - O. h. sitkensis

## Dieta
Își caută hrana dimineața sau seara și o caută în special în biomul deschis (câmpuri, pajiști), iar în cea mai fierbinte parte a zilei se odihnește în cuiburile sale de la umbra copacilor. Vara se hrănește în principal cu iarbă sau alte plante, diversificându-și ocazional dieta cu fructe de pădure sau ghinde, iar iarna ciugulește crengile copacilor coniferelor. De obicei, femelele trăiesc împreună cu puii lor în grupuri mici, masculii sunt solitari în cea mai mare parte a anului, iar puii formează grupuri de burlaci.

## Galerie

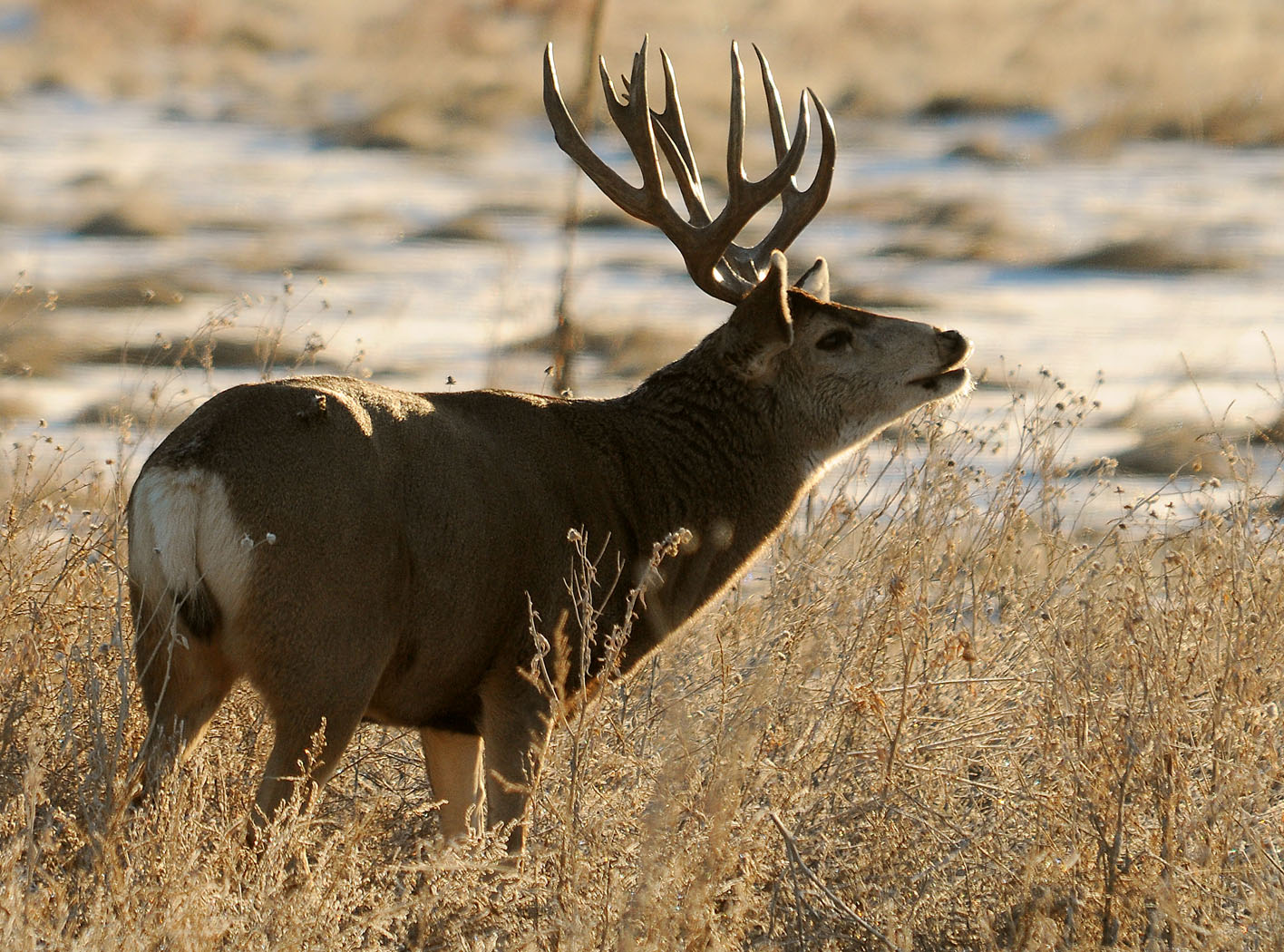
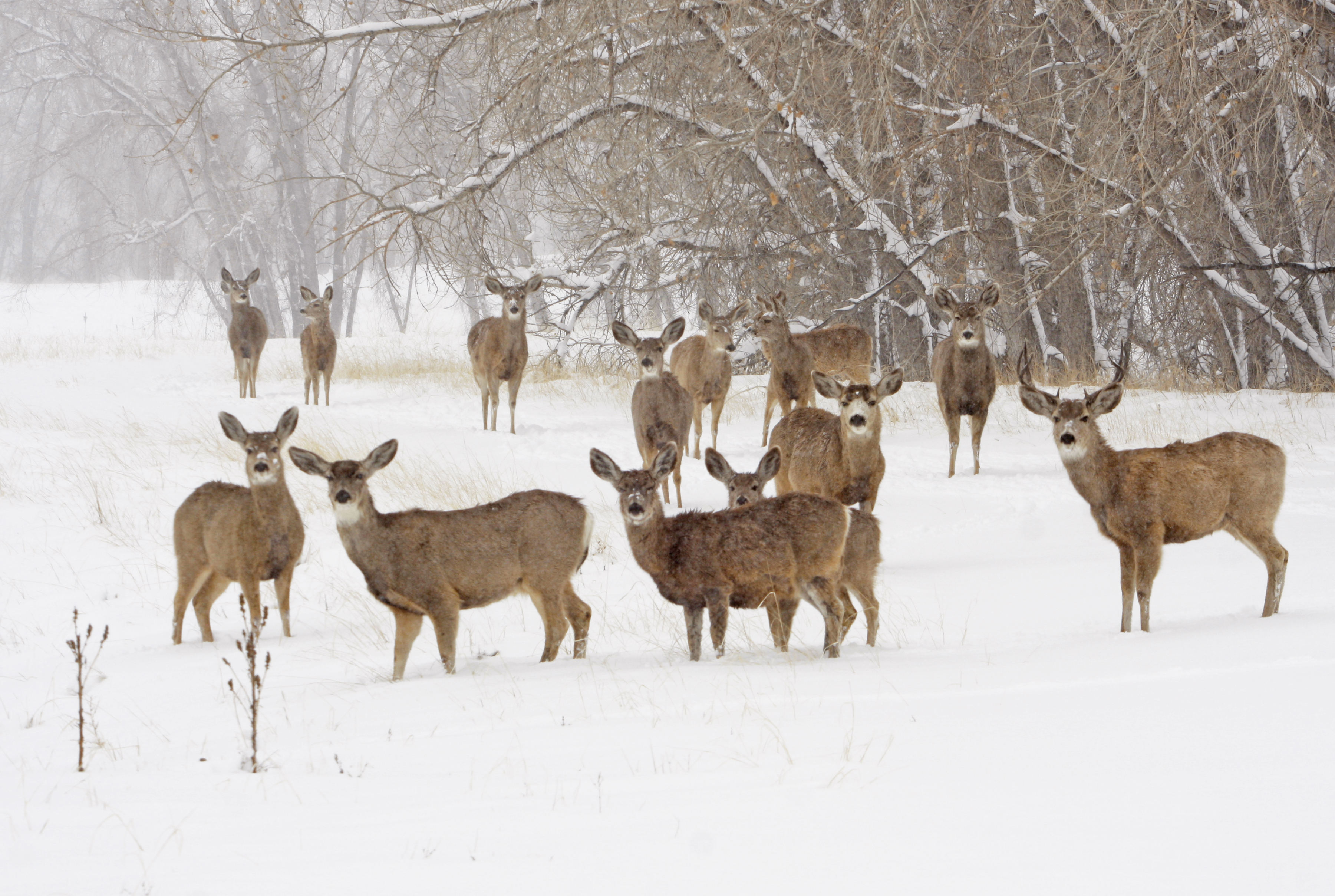
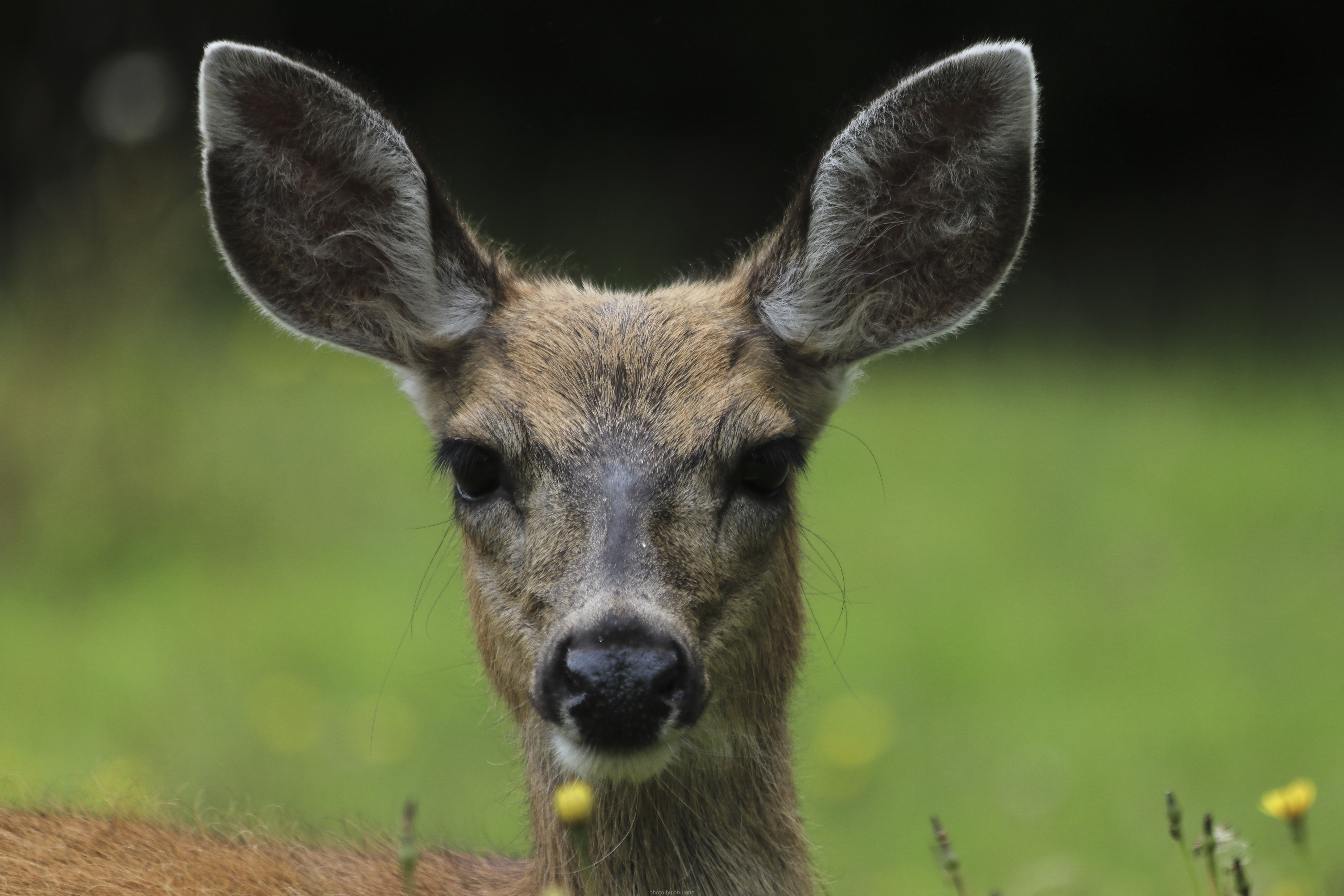
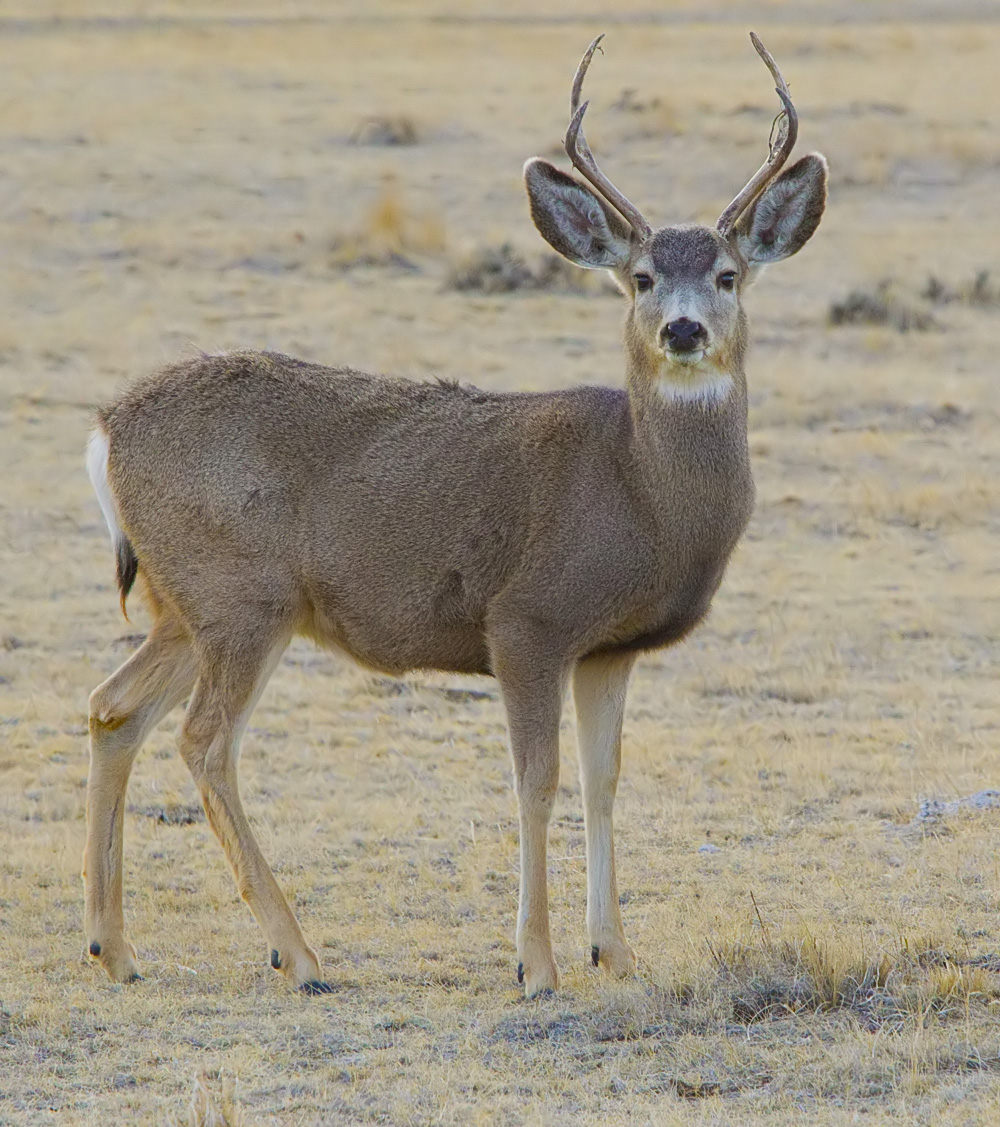
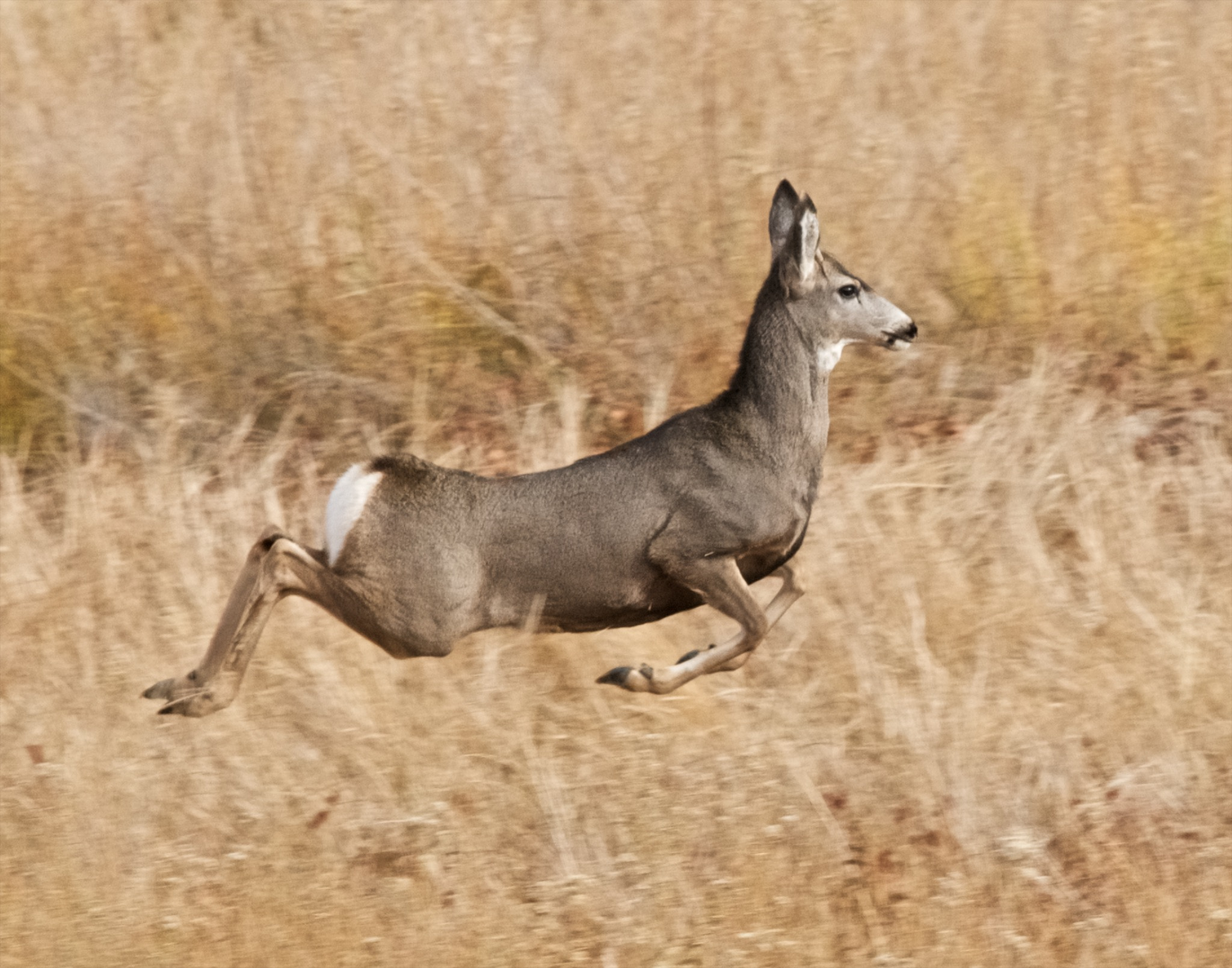
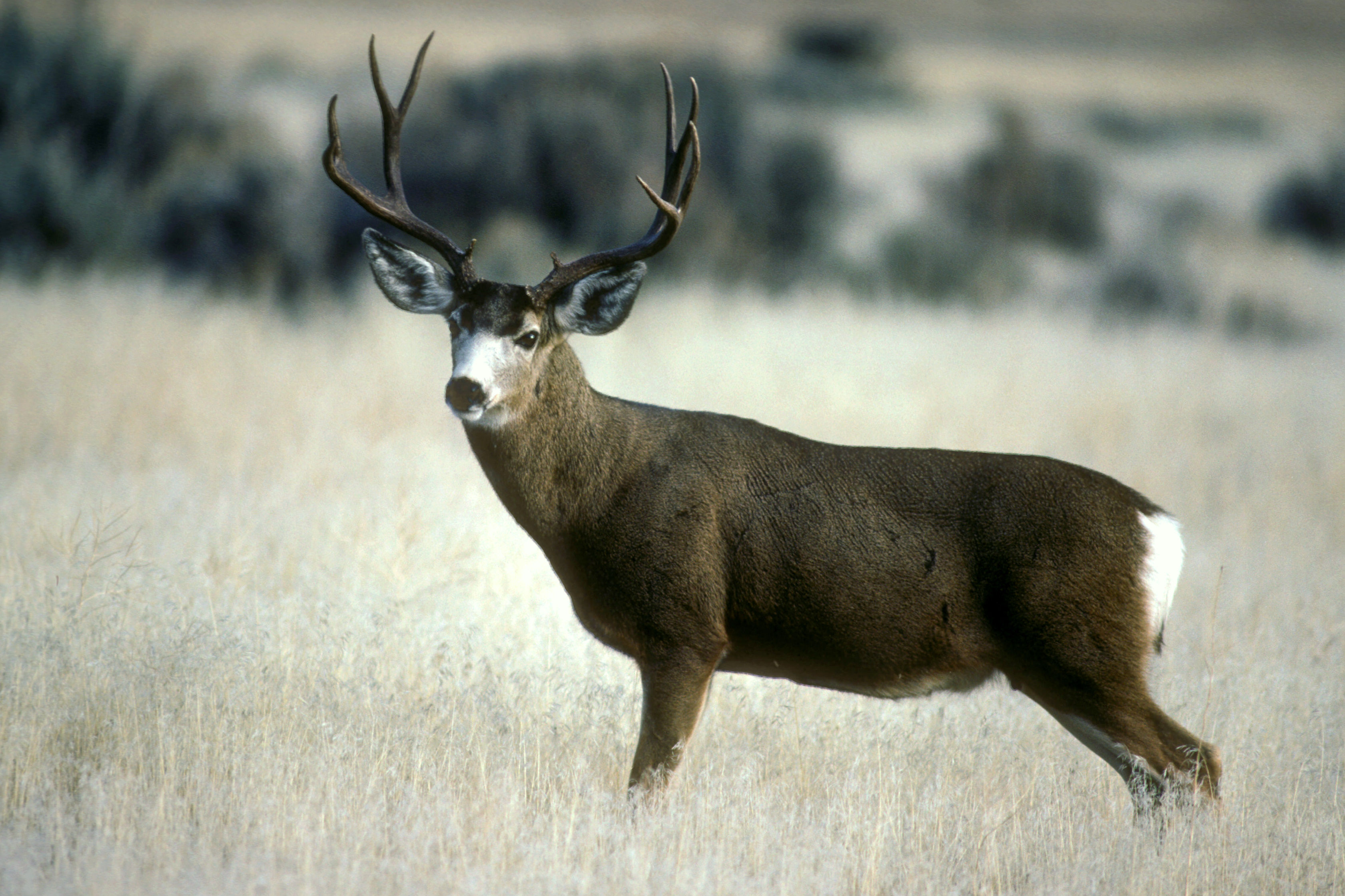
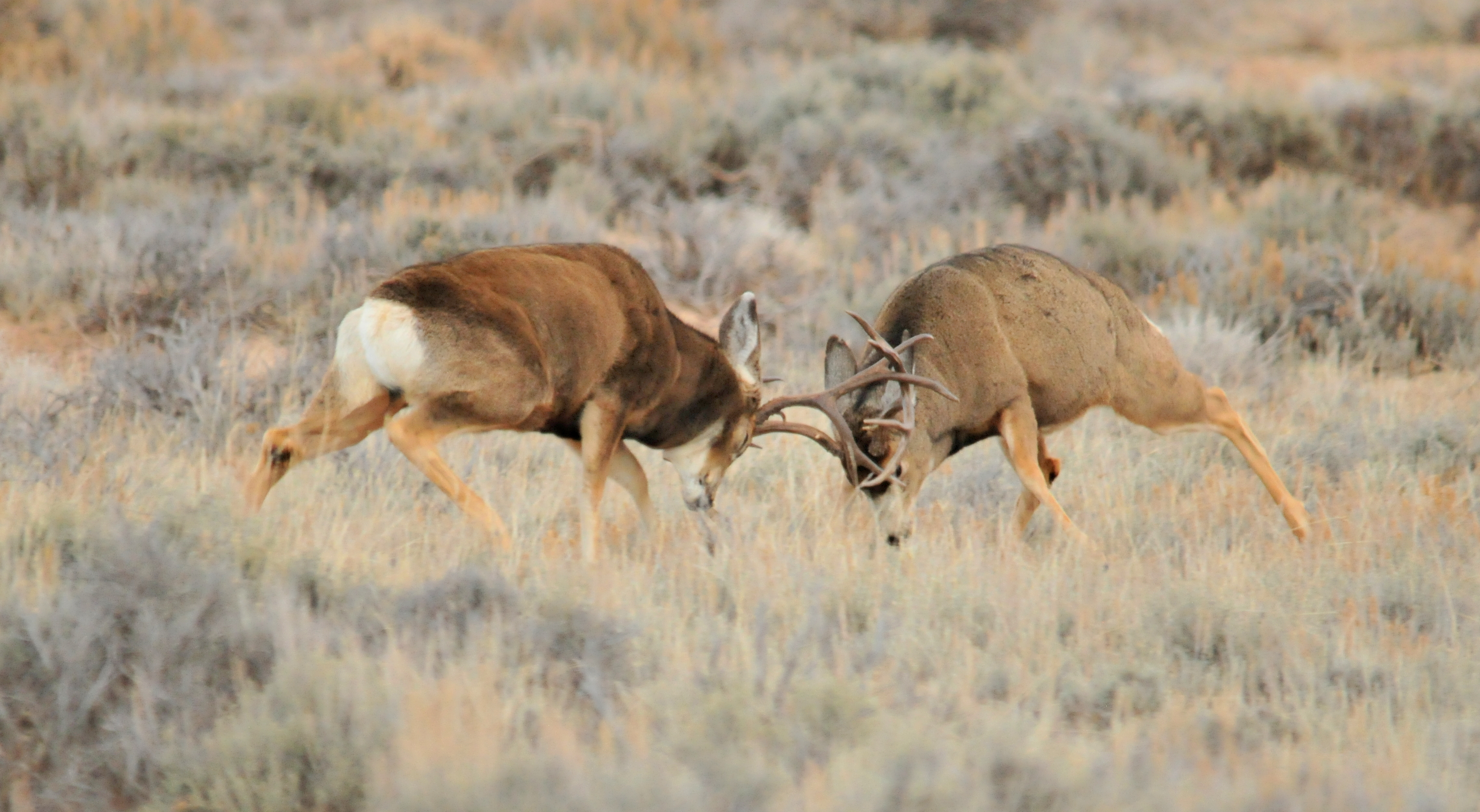
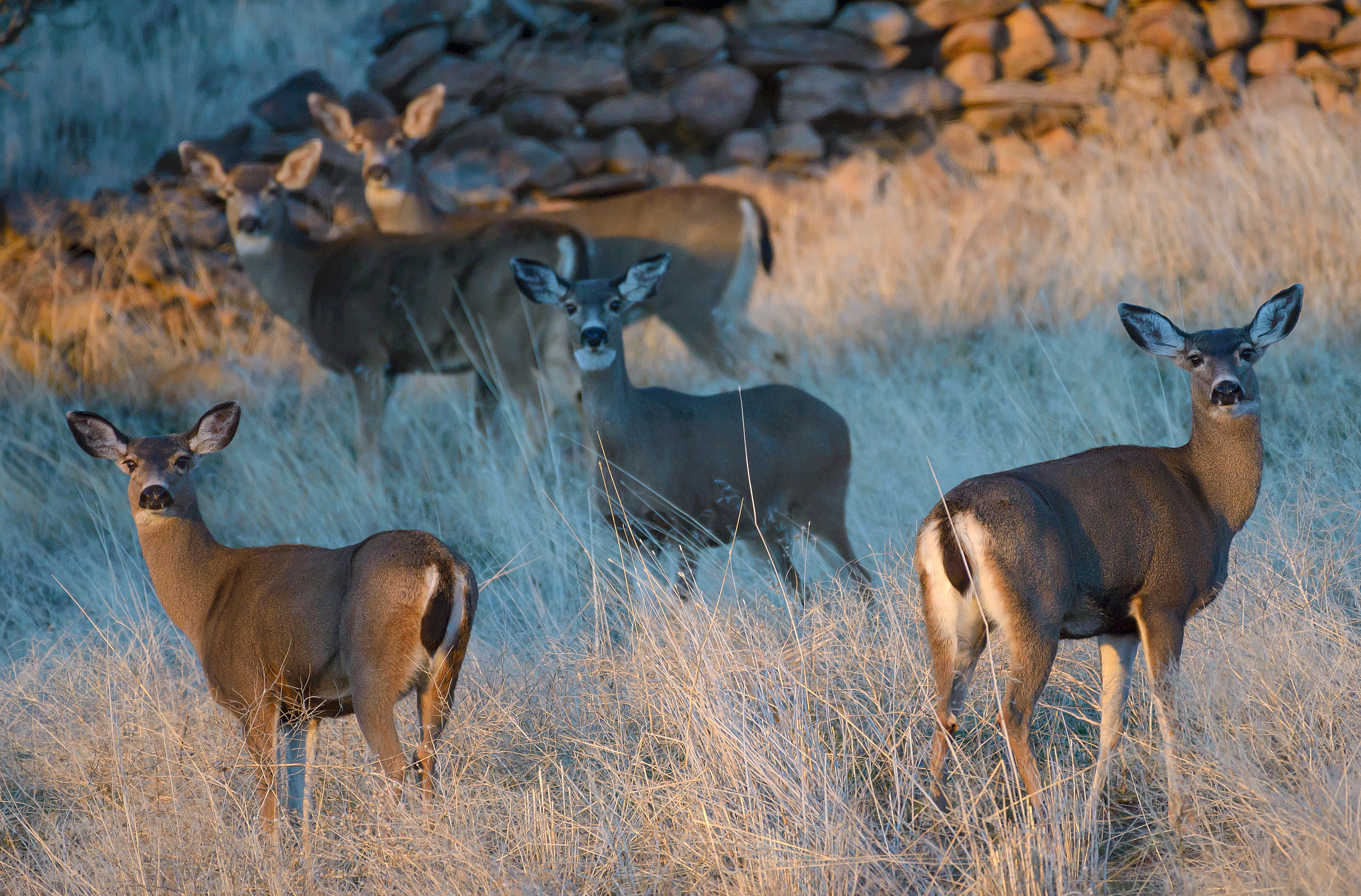
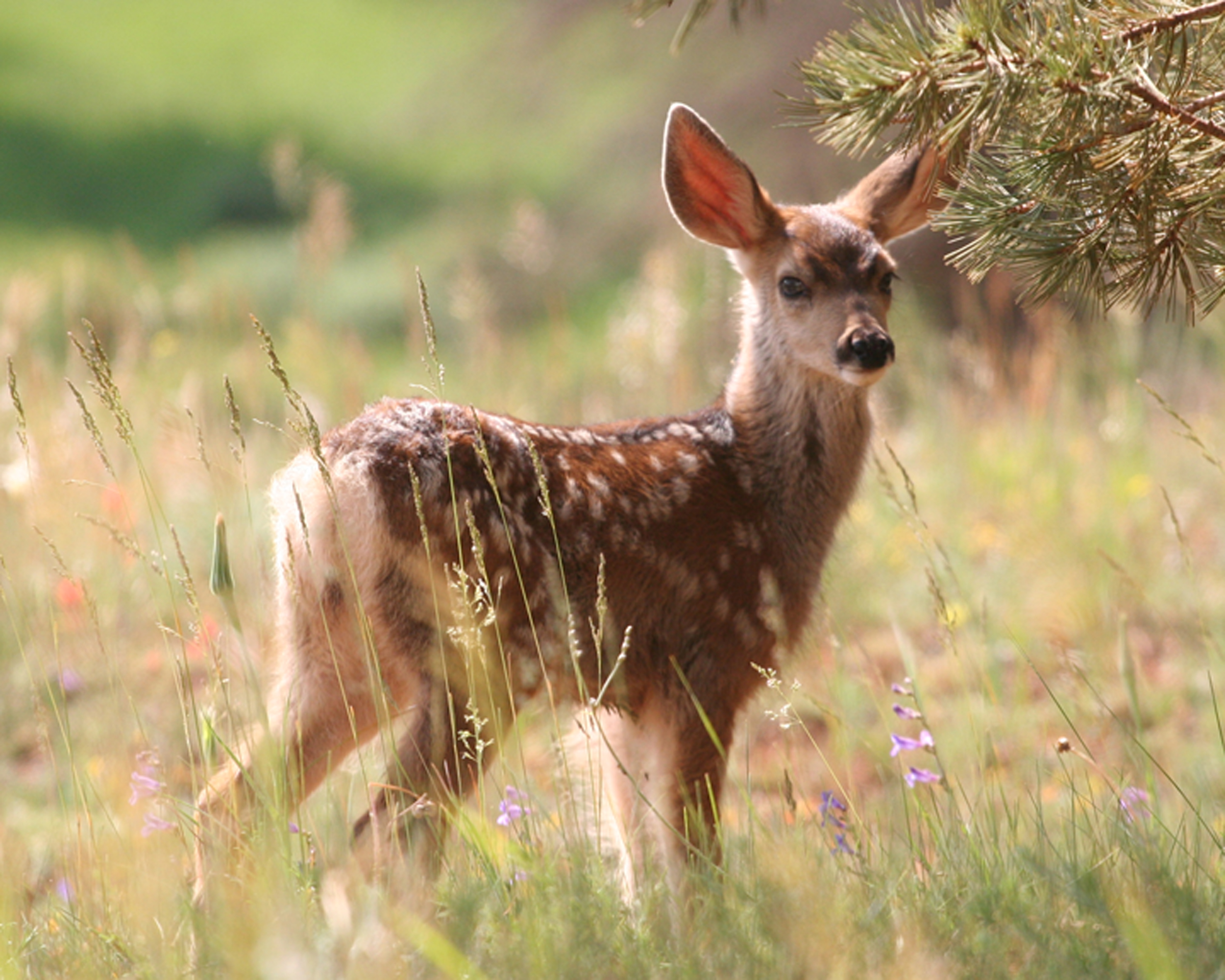
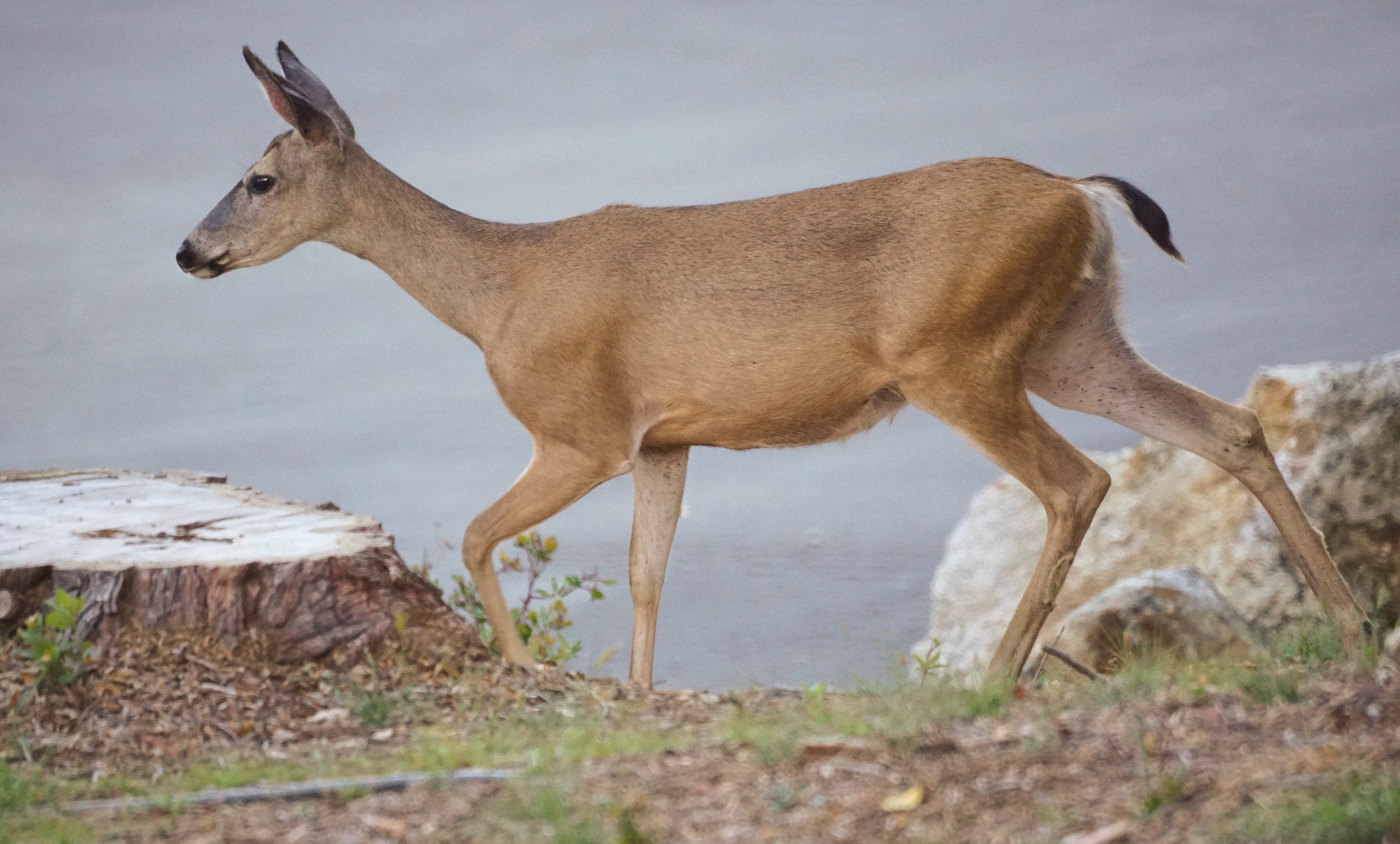